# Hans Eriksson (dekorationsmålare)
För målaren Hans Eriksson omnämnd som Hans Erichson lille Hans målare se Hans Eriksson (målare)
Hans Eriksson målare (gamle mäster Hans målare) var en svensk dekorationsmålare under 1500-talets andra hälft, (födelse- och dödsår obekanta).
Det finns inga bevarade uppgifter om hans födelse, död eller utbildning. Han omtalas som husägare i Stockholm intill 1579 men var bosatt i Strängnäs. Han anställdes 25 juli 1572 av hertig Karl för att utföra arbeten på Gripsholms slott där han omnämns i räkenskaperna 1596 som gamle mäster Hans målare. Han var rådman och skattman i Strängnäs 1596-1598. Han var även verksam vid Nyköpings slott 1590-1592 och möjligen även 1581-1582, dessutom utförde han arbeten vid Tynnelsö och Vibyholm 1594 samt i Strängnäs där han 1590-1591 arbetade på furstinnan Marias gravvård. På Gripsholm har han tillskrivits dekorationerna i Karl IXs kammare, Vasasalen och sängkammaren. Målningarna omfattar ett rikt och spatiöst rankverk med blommor, frukter, putti, djur med mera. Målningen är utförd i en nederländsk renässansstil utförda i stil med Cornelis Floris och Hans Vredeman de Vries arbeten. Av Eriksson övriga kända arbeten finns endast ett med Gripsholms målningarna närstående fragment på Nyköpings slott. Det finns inte belagt i några noteringar men man antar att han även utförde dekoreringen i "Johan III:s fängelse" som ännu finns bevarad.
Han förväxlas ibland med lille Hans målare.